# Quitzin

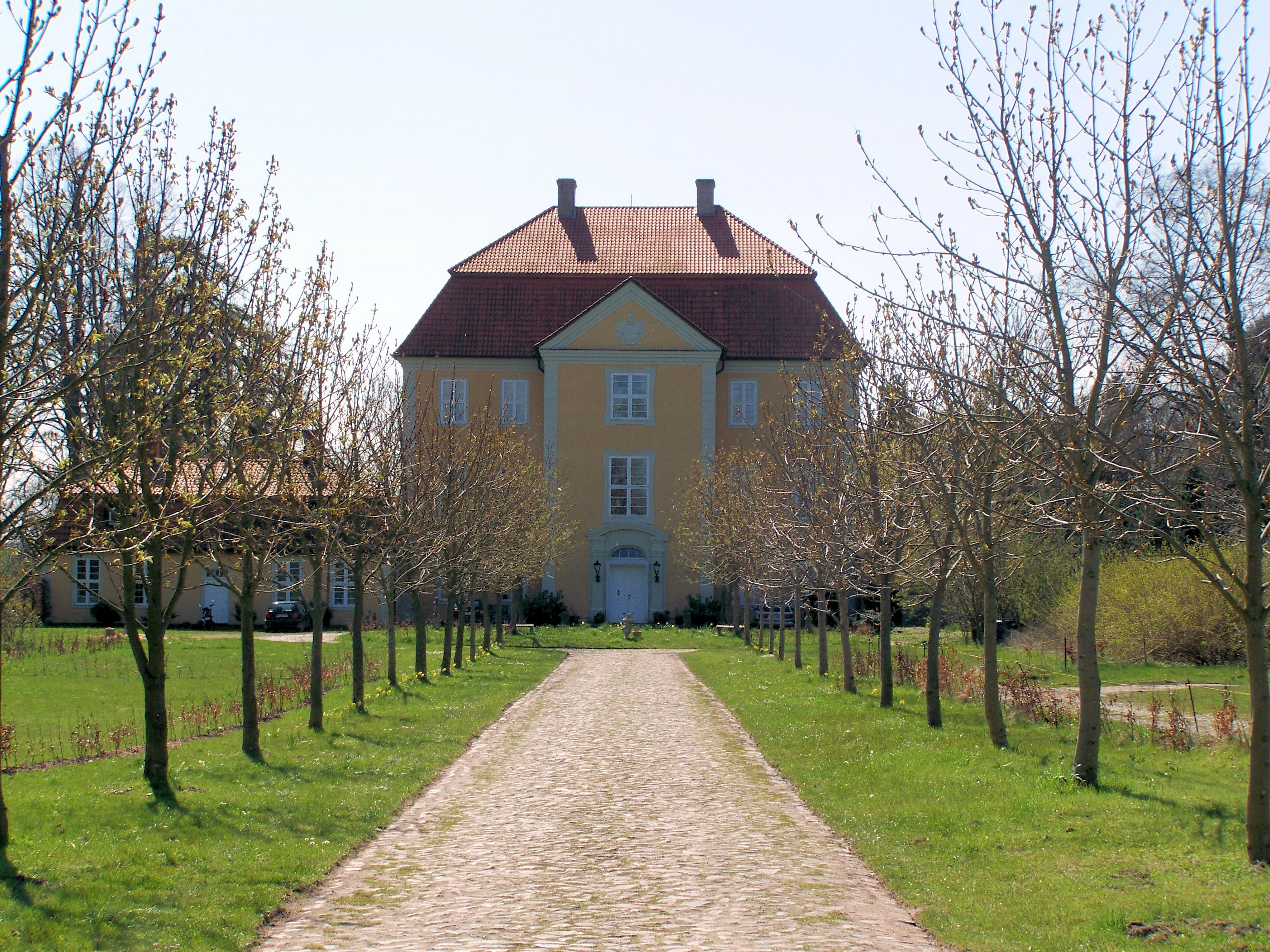
Vue du château de Quitzin

Quitzin (anciennement Qwitzin) est une localité rurale de la municipalité de Splietsdorf dans l'arrondissement de Poméranie-Occidentale-Rügen appartenant au Mecklembourg-Poméranie-Occidentale, dans le nord-est de l'Allemagne. Elle est connue pour son château qui servait autrefois de pavillon de chasse.

## Géographie
Quitzin se trouve à sept kilomètres au nord-ouest de Grimmen dans la vallée de la Trebel.

## Le château
Le domaine comprenait autrefois un château fort au XIIIe siècle qui était entouré de douves. Il appartenait à un conseiller du duc de Poméranie, Erasmus von Küssow. Le domaine est ensuite donné par le duc Éric II aux cisterciens de l'abbaye de Neuenkamp qui se trouve à l'emplacement actuel de Franzenburg. Le château demeure ensuite dans la famille von Küssow, jusqu'en 1824, et y retourne dans une autre branche von Küssow en 1841, jusqu'en 1908, date à laquelle il est acheté par la famille von Veltheim, dont les descendants sont les actuels propriétaires.
Le château actuel a été construit en 1607 et a été restauré en 1727 en style baroque. Il comporte trois étages de trois à cinq axes. Du côté de l'entrée d'honneur, il est orné d'un avant-corps datant de 1727 coiffé d'un fronton triangulaire comprenant un blason. Les deux ailes sans étage datent de la même époque. Ces trois corps de bâtiment sont couverts d'une toiture mansardée à l'allemande. L'entrée d'honneur est flanquée de pilastres soutenant un arc en demi-cercle. Les façades sont décorées de stuc.
Le château donne sur un grand parc paysager qui était autrefois arrangé en style baroque. Il se trouvait au milieu d'un domaine de chasse et le roi de Suède, Charles XII, y a été invité à plusieurs reprises. En effet, la province de Poméranie était à l'époque possession de la couronne suédoise depuis la paix de Westphalie (1648). Elle le demeure jusqu'en 1815, date à laquelle elle est attribuée au royaume de Prusse par le congrès de Vienne.
La comtesse von Küssow se fait construire au milieu du XIXe siècle par Carl August Peter Menzel (1794-1853) (de l'école de Schinkel) une maison de bains unique en Poméranie dans le style néoclassique, mais il n'en reste plus que les fondations.
Le chambellan à la cour, Werner von Veltheim, achète le domaine en 1908, qui reste en possession de la famille, jusqu'à son expulsion par les réformes agraires et les nationalisations entrées en vigueur dans la zone d'occupation soviétique en Allemagne en 1945. Le château sert de dépôt pour la défense civile de la république démocratique allemande. Les fenêtres sont murées ou closes pa des parois métalliques, l'intérieur et les façades souffrent de dommages.

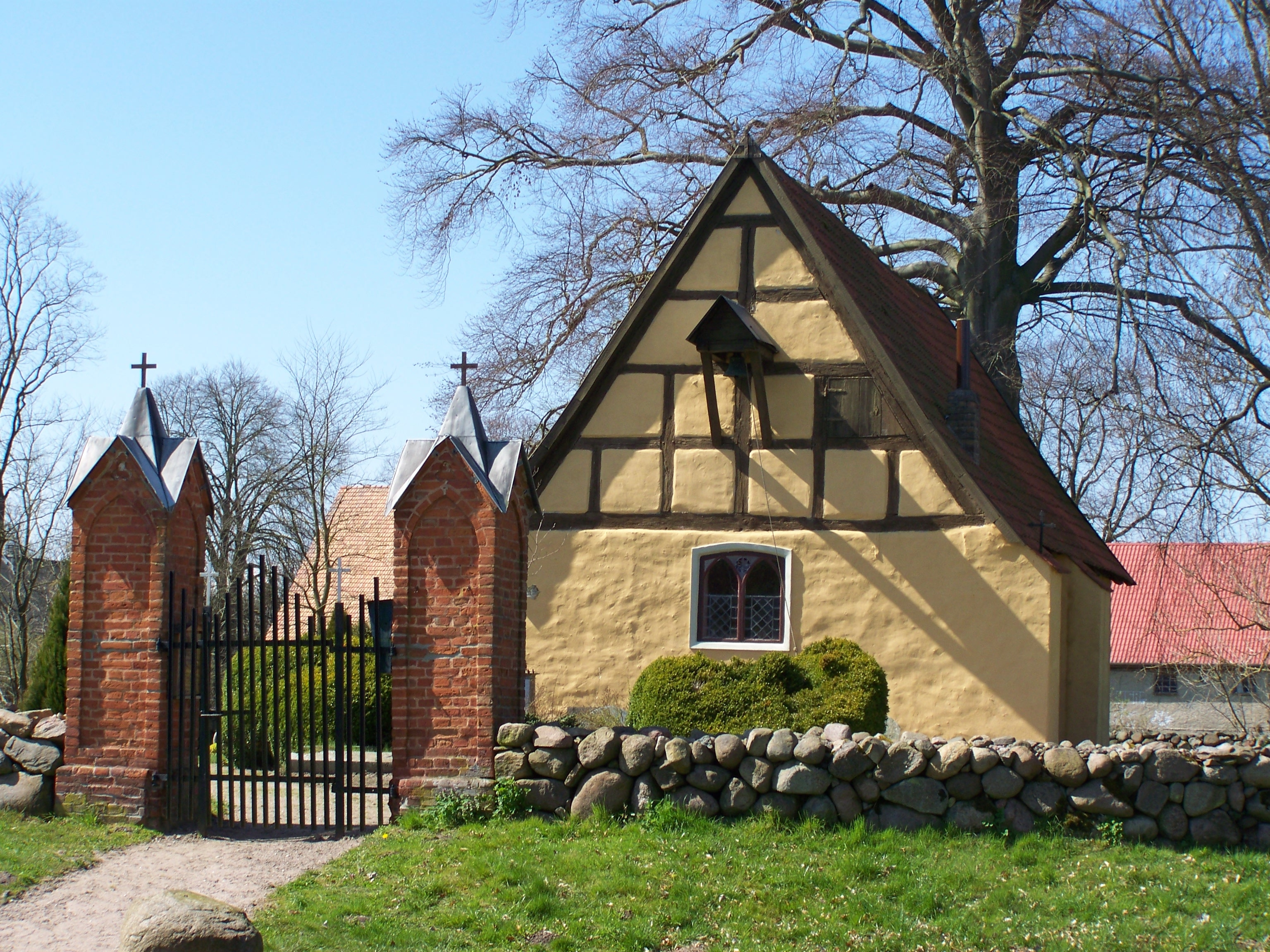
Ancienne chapelle du château

Depuis la réunification allemande, les nouveaux propriétaires, Burghard et Friederike Rübcke von Veltheim, se sont efforcés de lui redonner son lustre.
L'ancienne chapelle du château, qui sert aujourd'hui pour des baptêmes ou des funérailles de la communauté luthérienne-évangélique locale a aussi été restaurée. Elle date du début du XVIIe siècle.

## Source
- (de) Cet article est partiellement ou en totalité issu de l’article de Wikipédia en allemand intitulé « Quitzin » (voir la liste des auteurs).